# Parlamentswahl in Südafrika 1948

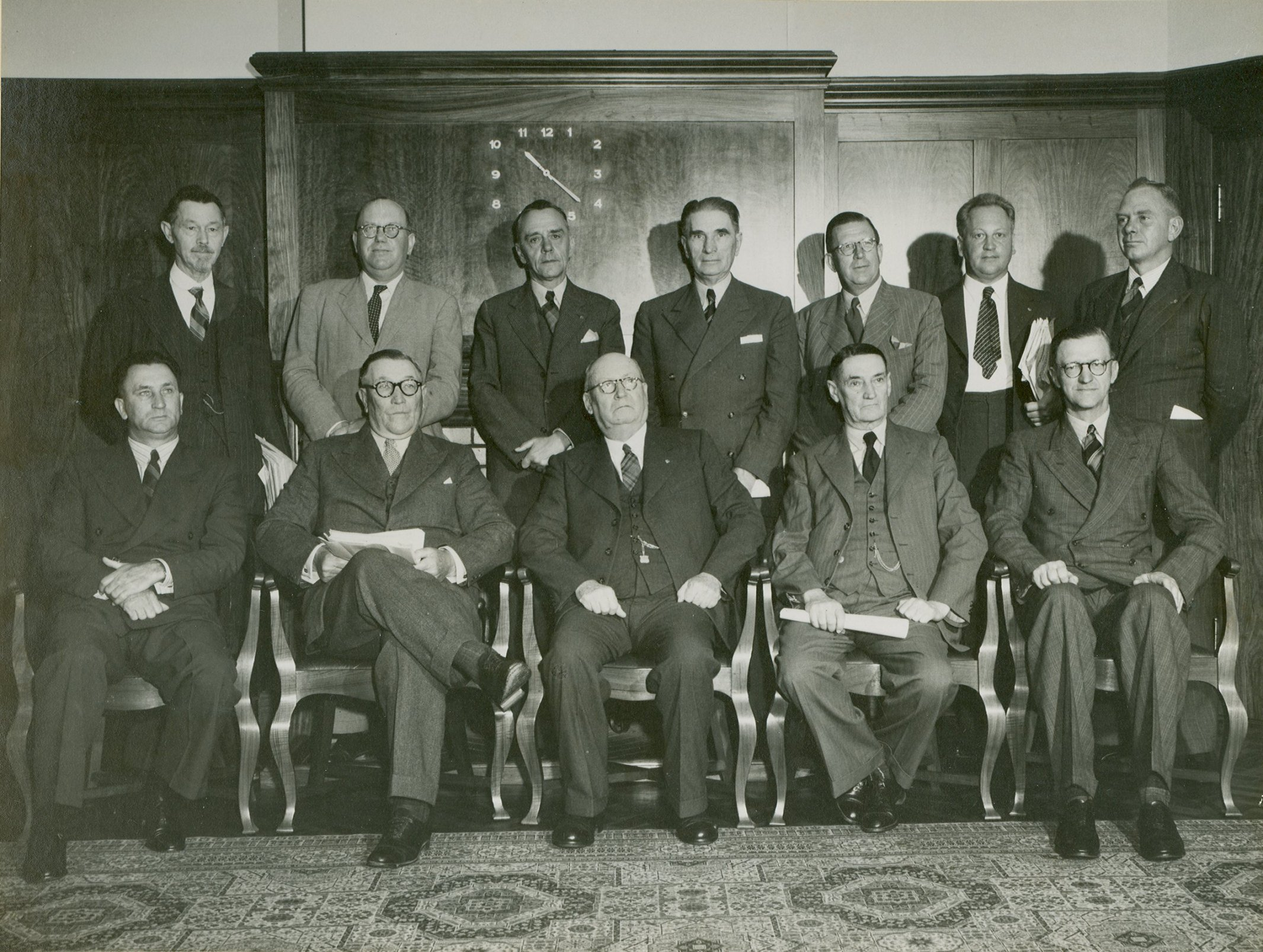
Das Kabinett Malan (1948)

Die Parlamentswahl in Südafrika 1948 wurde am 26. Mai 1948 in der Südafrikanischen Union abgehalten und markierte den Beginn der institutionalisierten Apartheid. Obwohl die Gegner der Rassentrennung die Mehrheit der Wählerstimmen auf sich vereinigen konnten, bevorzugte das südafrikanische Wahlsystem ländliche Wahlkreise, weshalb sich die Nasionale Party die Parlamentsmehrheit sicherte und die Regierung übernahm. Neuer Premierminister wurde Daniel François Malan.

## Vorgeschichte
Seit 1934 stellte die United Party (UP) die Regierung der Südafrikanischen Union und stützte sich dabei auf eine breite Bevölkerungsmehrheit aus Briten, Buren und Coloureds. Unter dem neuen Premierminister Jan Christiaan Smuts nahm das Land ab 1939 an der Seite Großbritanniens am Zweiten Weltkrieg teil und südafrikanische Truppen kämpften auf verschiedenen Kriegsschauplätzen. Allerdings sympathisierten viele Buren mit dem Nationalsozialismus und lehnten Südafrikas außenpolitischen Kurs der Parteinahme für die Alliierten ab, weshalb innenpolitische Konflikte ausbrachen. Mehrere burisch-nationalistisch eingestellte Parlamentsabgeordnete wandten sich von der UP ab schlossen sich der am 29. Januar 1940 gegründeten Herenigde Nasionale Party (HNP) an. Die HNP nutzte die Ablehnung innerhalb der Bevölkerung an der Kriegsteilnahme, um anti-britische Ressentiments zu schüren. Während des Krieges und der unmittelbaren Nachkriegszeit kam es zu Einschränkungen, Mangelwirtschaft und Steuererhöhungen. Lange Zeit gab es kein Weizenbrot, da Weizenmehl in die bedürftigen Länder Europas ausgeführt wurde. In Alexandra protestierten die Bewohner 1940 und 1942 gegen Fahrpreiserhöhungen des städtischen Busunternehmens, 1943 boykottierte man den öffentlichen Verkehrsträger für neun Tage und 1944 sogar für sieben Wochen. Unter den schwarzen Industriearbeitern kam es 1942 wegen unerfüllter Lohnzusagen zu Unruhen, bei denen in Pretoria 18 Personen den Tod fanden. Im August 1946 entwickelte sich unter dem Dach der von J. B. Marks geführten African Mine Workers’ Union ein Streik von 70.000 schwarzen Minenarbeitern, der von der Regierung mit härtestem Einsatz bekämpft und auf diese Weise blutig beendet wurde. Als direkte Reaktion auf dieses Regierungshandeln stellte der African National Congress (ANC) seine Mitwirkung im Native Representative Council (NRC) ein und boykottierte dieses Gremium bis zu dessen Auflösung im Jahr 1951.
Die politische Haltung der UP in der Frage der unterschiedlichen Behandlung der „Rassen“ sah in keiner Weise eine politische Gleichberechtigung der nicht-weißen Bevölkerung (Schwarze, Coloureds und Inder) vor. Die UP befürwortete eine Politik der räumlichen Trennung der weißen und nicht-weißen Bevölkerung und eine Vermeidung der „Rassenmischung“. Die Partei hielt jedoch die Umsiedlung der afrikanischen Bevölkerung in räumlich ausgewiesene „Reservate“ für nicht wünschenswert und nicht machbar, da die anvisierten Reservate bereits überbevölkert seien und keine landwirtschaftlichen Reserven mehr böten. Die Aussiedlung der Schwarzen aus den städtischen Gebieten würde außerdem zu schweren wirtschaftlichen Nachteilen und einem Absinken des Lebensstandards auch der weißen Bevölkerung führen.
Die oppositionelle HNP unter Führung des Geistlichen der Niederländisch-reformierten Kirche Südafrikas, Daniel Francois Malan, vertrat in dieser Hinsicht eine wesentlich radikalere Position und sprach sich für eine strikte Trennung nach Hautfarbe in allen Lebensbereichen aus – das politische Konzept der Apartheid. Die HNP war 1940 aus der Gesuiwerde Nasionale Party und der Volksparty, einer Abspaltung der UP, entstanden. Das von den Nationalisten nach der Wahl von 1948 umgesetzte Programm hatte seine Wurzeln in dem so genannten Sauer-Report von 1947, der unter dem Titel Verslag van die Kleurvraagstuk-Kommissie van die Herenigde Nasionale Party (etwa: „Bericht der HNP-Kommission zur Hautfarbenfrage“) Bekanntheit erlangte. Damit erklärte man den Schutz der „weißen Rasse“ sowie den separaten Erhalt „anderer Rassen“ in Südafrika zum zentralen Ziel der künftigen Politik. Keine dieser Gruppen solle künftig eine andere bedrohen, indem eine vollendete Trennung auf „natürlicher Basis“ zu schaffen sei.
Die Smuts-Regierung bewirkte durch ihre Einwanderungspolitik, dass viele Briten nach Südafrika gekommen waren, die neben den Buren die zweite große Bevölkerungsgruppe der weißen Südafrikaner darstellen. Die burisch geprägte HNP sah dies als Gefahr für die Buren an, die die größere der beiden Gruppen darstellte. Ferner stellte sie Smuts als Kommunistenfreund dar, nachdem er während des Zweiten Weltkriegs offenbar gut mit dem damaligen Verbündeten Josef Stalin zusammengearbeitet hatte. Mit Bezug auf die vermeintliche Integrationspolitik der UP wurde von „Roter Gefahr“ gesprochen.
Die Politik der HNP fand besonders bei Wählern in ländlichen Regionen Anklang, die Schwarze als billige Arbeitskräfte brauchten. Daneben fürchteten zahlreiche Weiße die mögliche Konkurrenz anderer Südafrikaner auf dem Arbeitsmarkt. Die konservativ-gemäßigte Afrikanerparty (AP) war mit der HNP verbündet, die linksstehende South African Labour Party (LP) sowie einige Unabhängige standen auf der Seite der UP.
Vor der Wahl im Mai 1948 hatte die regierende UP eine große Mehrheit von 89 Sitzen, die HNP 43 und die LP 9. Die AP hielt keine Mandate.

## Wahlverfahren
Das aktive Wahlrecht stand nur weißen Frauen und Männern zu sowie wenigen Coloureds und Asiaten. Gewählt werden konnten nur Weiße. Schwarze in der Kapprovinz konnten insgesamt drei zusätzliche weiße Parlamentarier wählen.
Die Parlamentarier wurden ausschließlich nach dem Mehrheitswahlrecht bestimmt. Die 153 Wahlkreise waren so aufgeteilt, dass die ländlichen deutlich weniger Wähler umfassten als die städtischen Wahlkreise.

## Ergebnisse der Parlamentswahlen

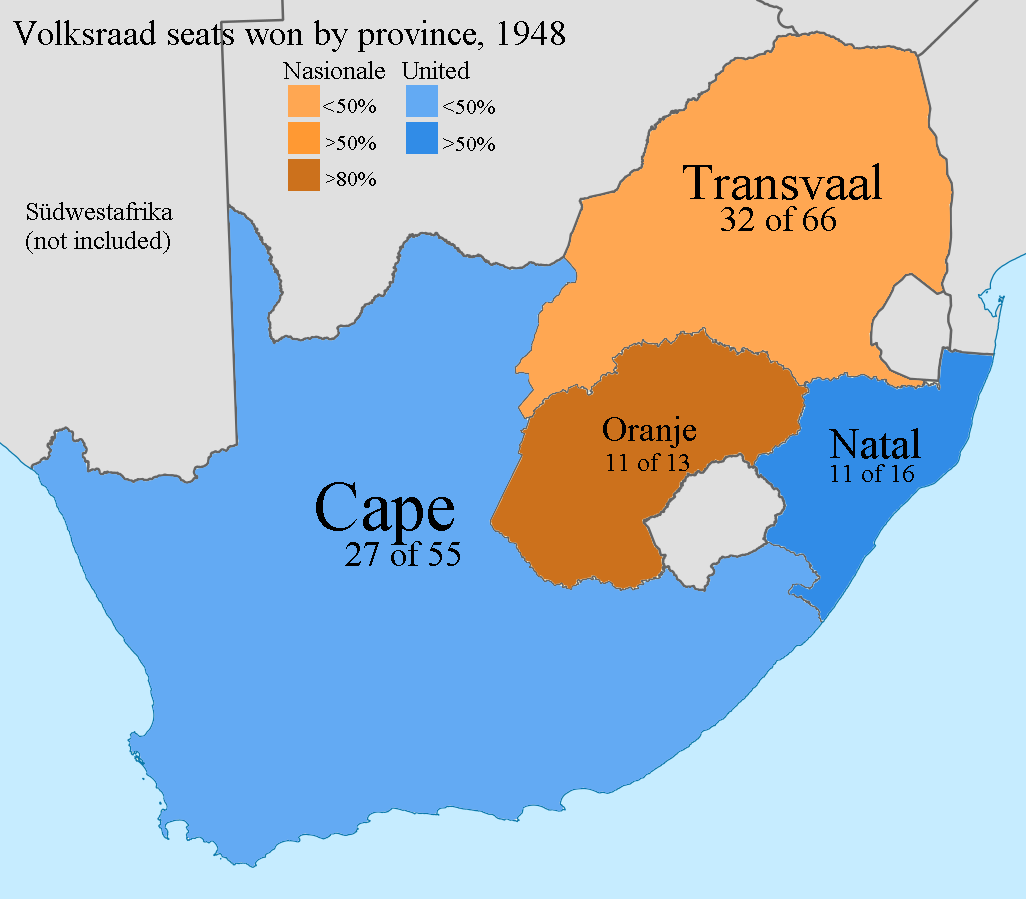
Mandatsverteilung der Nasionale Party (1948)

Obwohl die HNP mit 37,7 Prozent der Wählerstimmen deutlich hinter der bislang regierenden UP lag, gewann sie 70 Sitze und wurde damit die stärkste Fraktion des neuen Parlaments. Die HNP und AP lagen vor allem in ländlichen Wahlkreisen vorne, während die UP und LP in urbanen Wahlkreisen die Mehrheit hatten. Premierminister Smuts verlor seinen Sitz im Wahlkreis Standerton. Nach der Wahl bildeten HNP und AP die neue Regierung und vereinigten insgesamt eine Mehrheit von 79 der 153 Sitze auf ihre Fraktionen.

Sitzverteilung nach der Wahl

|        | Partei                                        | Stimmen   | %      | Sitze |
| ------ | --------------------------------------------- | --------- | ------ | ----- |
|        | Herenigde Nasionale Party (HNP)               | 401.834   | 37,70  | 70    |
|        | United Party (UP)                             | 524.230   | 49,18  | 65    |
|        | Afrikanerparty (AP)                           | 41.885    | 3,93   | 9     |
|        | South African Labour Party (LP)               | 27.360    | 2,57   | 6     |
|        | Unabhängige                                   | 70.662    | 6,63   | 0     |
|        | Vertreter gemäß Representation of Natives Act | ---       | ---    | 3     |
| Gesamt | Gesamt                                        | 1.065.971 | 100,00 | 153   |

## Folgen
Die Wahlen markieren den Beginn der üblicherweise als Apartheid bezeichneten Periode systematischer legislativ, administrativ, kulturell und ökonomisch betriebener Segregationspolitik in Südafrika.
Die Vertreter dieses Staats- und Wirtschaftskonzeptes bezeichneten sie euphemistisch als „getrennte Entwicklung“. Folgende Gesetze wurden in rascher Folge beschlossen:
- 1949: Prohibition of Mixed Marriages Act
- 1949: Natives Laws Amendment Act
- 1950: Group Areas Act
- 1950: Population Registration Act
- 1950: Suppression of Communism Act
- 1950: Immorality Amendment Act
- 1951: Bantu Authorities Act
- 1951: Separate Representation of Voters Act
- 1952: Natives (Abolition of Passes and Co-ordination of Documents) Act („Pass Laws“)
- 1953: Bantu Education Act
- 1953: Reservation of Separate Amenities Act[1]

Die neue Regierung erlaubte die zuvor verbotenen Burenorganisationen Afrikaner Broederbond, Ossewabrandwag und Nuwe Orde. Der Ossewabrandwag war während des Krieges der Kollaboration mit den Deutschen bezichtigt worden, Nuwe Orde war die rechtsradikale Partei von Oswald Pirow. Deutsche Nationalsozialisten, die die Vorgängerregierung ausweisen wollte, durften nun im Land bleiben.
Mit dem Ziel einer wissenschaftlichen Basis für die Apartheidpolitik beauftragte die Regierung Malan 1950 die sogenannte Tomlinson-Kommission. Diese legte in einem mehrbändigen Report weitgehende Empfehlungen und Analysen zur Ausgestaltung einer künftigen „Politik der getrennten Entwicklung“ vor.
Neben der Einschränkungen der Rechte der Nicht-Weißen wurden einige teils symbolische Rechte der britischstämmigen Weißen beschnitten. So wurde die britische Doppelstaatsbürgerschaft für Südafrikaner abgeschafft und die britische Nationalhymne durfte nicht mehr als Nationalhymne Südafrikas verwendet werden. 1950 wurden im besetzten Südwestafrika sechs zusätzliche Abgeordnete in das südafrikanische Parlament gewählt, die alle der NP angehörten.
Unter dem Eindruck der weiter anwachsenden politischen Repression beschloss die ANC Youth League ein Aktionsprogramm (Programme of Action), mit dem vier Schwerpunkte in den Mittelpunkt ihres künftigen Handelns traten: ziviler Ungehorsam, Wirtschaftsblockaden, Entzug schwarzer Arbeitskräfte, keine Kollaboration mit der Regierung. Zu dieser Zeit war Ashby Peter Solomzi Mda Vorsitzender der ANC-Jugendorganisation. Dieses Aktionsprogramm wurde in der von Zachariah Keodirelang Matthews, Oliver Tambo, Moses Kotane und Selby Msimang nachbearbeiteten Fassung am 17. Dezember 1949 auf der Jahreskonferenz zum Programm des ANC bestimmt.
Smuts starb 1950. Die HNP schloss sich 1951 mit der AP zusammen und firmierte fortan als „Nasionale Party“ bzw. „National Party“ (NP), die bis 1994 die Alleinregierung stellte. Zwar gewannen bei der nachfolgenden Parlamentswahl 1953 erneut Apartheidsgegner (äußerst knapp) die Mehrheit der Wählerstimmen, die NP konnte sich aber wegen des Wahlsystems wieder die Mehrheit der Sitze sichern. Danach hatte die NP das Wahlsystem ausreichend geändert und Minderheiten konsequent vom Wahlrecht ausgeschlossen, sodass sie (mit Ausnahme der Wahl 1961) bis 1994 nicht mehr ernsthaft durch Wahlen in ihrer Macht bedroht war.